# بيرتون جيم كوك
بيرتون جيم كوك (بالإنجليزية: Burton C. Cook)‏ (و. 1819 – 1894 م) هو سياسي، محام من الولايات المتحدة الأمريكية .